# Mălina Mică
Mălina Mică este un cartier din sectorul Centru, municipiul Chișinău, Republica Moldova. Principalele artere sunt străzile: „Gheorghe Asachi”, „Grenoble”, „Nicolae Testimițanu” și „Pantelimon Halippa”; dar și bd-ul Dacia.

## Legături externe
- Tot mai puțin verde la Malina Mică, Chișinău | Curaj.TV Arhivat în 4 martie 2016, la Wayback Machine.